# Григорий IX
Папа Григорий IX, роден Уголино ди Конти, е папа между 19 март 1227 г. и 22 август 1241 г. Той наследява папа Хонорий III (1216 – 1227), но следва идеите на Григорий VII (1073 – 1085) и Инокентий III (1198 – 1216). Сред основните му идеи е абсолютната власт на папата, като върховен Божи служител, върху всяка дейност на църквата.
Папа Григорий IX останал в историята с няколко неща. През 1228 г. канонизирал Франциск от Асизи за светец. По същото време близо до Асизи е построена базилика, където две години по-късно, през 1230 г. са пренесени костите на Св. Франциск. 
Друго действие, с което бил запомнен папа Григорий IX, била булата „Vox in Rama“, с която всички черни котки са обявени за инструмент и слуга на Сатаната. Текст от булата, насочен всъщност към последователи на неназована секта, гласи следното: „Тази секта има следните обреди. Когато новопостъпил трябва да бъде приет, му се явява форма на определена жаба. Той целува това същество по задните части или устата. Така получава езика и слюнката на звяра вътре в устата си. Новакът почувства студ, а споменът за католическата вяра напълно изчезва от сърцето му. След това те сядат да се хранят, а когато станат, черна котка с настръхнала опашка се спуска към тях“ . Макар черната котка да се споменава само на едно място в булата, тя отнася всички негативни реакции. Последва масово избиване на котки, без значение цвета им, на територията на Централна и Западна Европа. Изказани са хипотези, че изчезването на котките е един от факторите допринесли, за когато пандемията от бубонна чума, по-известна като Черната смърт, понеже тя се разпространявала предимно чрез плъхове.
През 1231 г. по време на неговото управление е създадена Инквизицията. Както посочва името ѝ (буквално в превод „разследване“) в началото този орган се занимавал предимно с разследване и организиране на съд, подчинен пряко и единствено на папата, срещу разпространените по това време ереси на катарите, албигойците и валденсите.
По времето на папа Григорий IX, българската църква прекъсва унията си с Рим, сключена по време на цар Калоян. На събора в Лампсак през 1235 г., на който не са поканени папски легати, а само представители на източните патриаршии, българската църква е издигната в ранг на патриаршия, а архиепископ Йоаким става патриарх.